# Lutte contre les incendies dans le canton de Fribourg
 (octobre 2023).
Si vous disposez d'ouvrages ou d'articles de référence ou si vous connaissez des sites web de qualité traitant du thème abordé ici, merci de compléter l'article en donnant les références utiles à sa vérifiabilité et en les liant à la section « Notes et références ».
 (octobre 2023).
La lutte contre les incendies dans le canton de Fribourg est assurée par plusieurs corps de sapeurs-pompiers du canton de Fribourg. Jusqu'en 2022, le service de lutte contre les incendies étaient gérés au niveau communal. À ce titre, le bataillon des sapeurs-pompiers de la ville de Fribourg était le corps le plus important du canton. Depuis 2023, les différents corps communaux et intercommunaux ont fusionnés en fonction de leur secteur pour former 5 bataillons de plusieurs compagnies. Ces bataillons sont restés intégralement de milice et donc constitués de sapeurs-pompiers volontaires.

## Histoire

### Histoire générale
Historiquement, la gestion de la défense incendie dans le canton de Fribourg est confiée aux communes.
L'évolution des lieux de vie et de travail ont rendu de plus en plus difficile le recrutement de personnel disponible en journée et le maintien de l'efficacité exigée pour toutes les communes du canton. De nombreuses fusions de corps de sapeurs-pompiers entre 2010 et 2020 ont permis de gérer partiellement cette problématique.
En 2017, la loi sur l’assurance immobilière, la prévention et les secours en matière de feu et d’éléments naturels (LECAB) est acceptée en votation populaire. Elle donne plus de compétences à l'établissement cantonal d'assurance des bâtiments (ECAB) dans la gestion et l'organisation des services de pompiers du canton,,.
Sur la base du rapport Sapeurs-pompiers 2020+ succédant au rapport Frifire 2010, une réflexion globale sur l'organisation des services de pompiers du canton de Fribourg est entreprise en 2018,.
Un projet de loi prévoit une organisation non plus en fonction du découpage administratif mais en fonction de la répartition des risques,,.
En 2021, la réforme de la loi sur la défense incendie et le sauvetage (LDIS) est adoptée par le grand conseil fribourgeois et réorganise les services de pompiers à l'échelles des districts. Une commission cantonale de défense incendie et de secours (CDIS) est créer pour planifier et gérer la défense incendie du canton,.
Le 1er janvier 2023, tous les corps de sapeurs-pompiers du canton se sont regroupés au sein de 5 nouveaux bataillons comprenant des compagnies correspondant approximativement aux structures préexistantes.

### Bataillon des sapeurs-pompiers de la ville de Fribourg
Le 24 mars 1866, un corps de sapeurs-pompiers  est officiellement constitué en ville de Fribourg. L’effectif du corps des sapeurs-pompiers de la ville de Fribourg est réparti en 6 compagnies et sa dénomination (Bataillon des Sapeurs-pompiers de la Ville de Fribourg) est adoptée en 1882. La section technique, créée de manière indépendante en 1901, est rattachée au bataillon en 1907. L’introduction des échelles mécaniques et des premières pompes automobiles en 1918 entraîne de profondes modifications au niveau de la structure et de l’instruction du Bataillon.
Le Poste de premier secours (PPS) est constitué en 1933 pour assumer le rôle de première intervention pour tous les feux de ville et de l’extérieur, remplaçant en cela les sections des compagnies de quartiers. Les premiers locaux du PPS sont aménagés en 1948 à la place Notre-Dame. Après avoir été doté par l’ECAB d’un équipement lourd, en particulier un camion tonne-pompe, le bataillon devient un centre de renfort cantonal (CR) en 1967. Un nouveau bâtiment pour le service du feu est inauguré en 1981 dans le quartier du jura. Le bâtiment de l’architecte Roger Schwab aura nécessité 17 mois de travaux.
En 1998, les compagnies de quartier qui appuyaient le poste de premier secours et qui pouvaient être appelées en cas de gros sinistre en ville de Fribourg sont dissoutes et leurs effectifs sont regroupés au sein de la section « Appui » du bataillon. Cette section fusionnera en 2017 avec la section PPS pour former la section « intervention ». Le territoire d'intervention en tant que corps local est étendu le 4 décembre 2017 à la commune de Givisiez et le corps de Sapeurs-Pompiers de Marly intègre le bataillon en 2020, formant la compagnie Marly.
À la suite de l'adoption par le Grand Conseil fribourgeois de la nouvelle loi sur la défense incendie et les secours, la défense incendie n'est plus, depuis le 1er janvier 2023, de la compétence communale. Le bataillon des sapeurs-pompiers de la ville de Fribourg a donc fusionné avec les autres corps du district pour former le Bataillon Sarine sous la gestion de la direction secours du Réseau Santé Sarine (RSS). Après 157 ans d'existence le bataillon des sapeurs-pompiers de la ville de Fribourg a donc été intégré au bataillon Sarine dont il constitue les compagnies de Fribourg et de Marly.

#### Organisation et territoire d'intervention
Le Bataillon des Sapeurs-pompiers était placé sous l’autorité du Conseil communal et administrativement rattaché au dicastère de la police locale de la ville de Fribourg.
Une section logistique regroupait des sections spécialisées du bataillon : un groupe Police dédié à la régulation du trafic et à la gestion des relations avec la police cantonale fribourgeoise ainsi qu'un groupe Mesure disposant d'expertises pour l'analyse des produits chimiques.
Le bataillon intervenait sur les communes de Fribourg, de Givisiez et Pierrafortscha (après 2018) ainsi que celles de Marly et de Villarsel-sur-Marly (après 2020). Il avait un rôle de centre de renfort pour le district de la Sarine et le reste du canton.

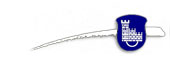
Logo du bataillon

#### Emblèmes et devises
Le bataillon disposait de plusieurs emblèmes selon les époques. Sa devise officielle était « sauver, tenir éteindre », complétée par une seconde non officielle « Force et honneur ».

#### Effectif

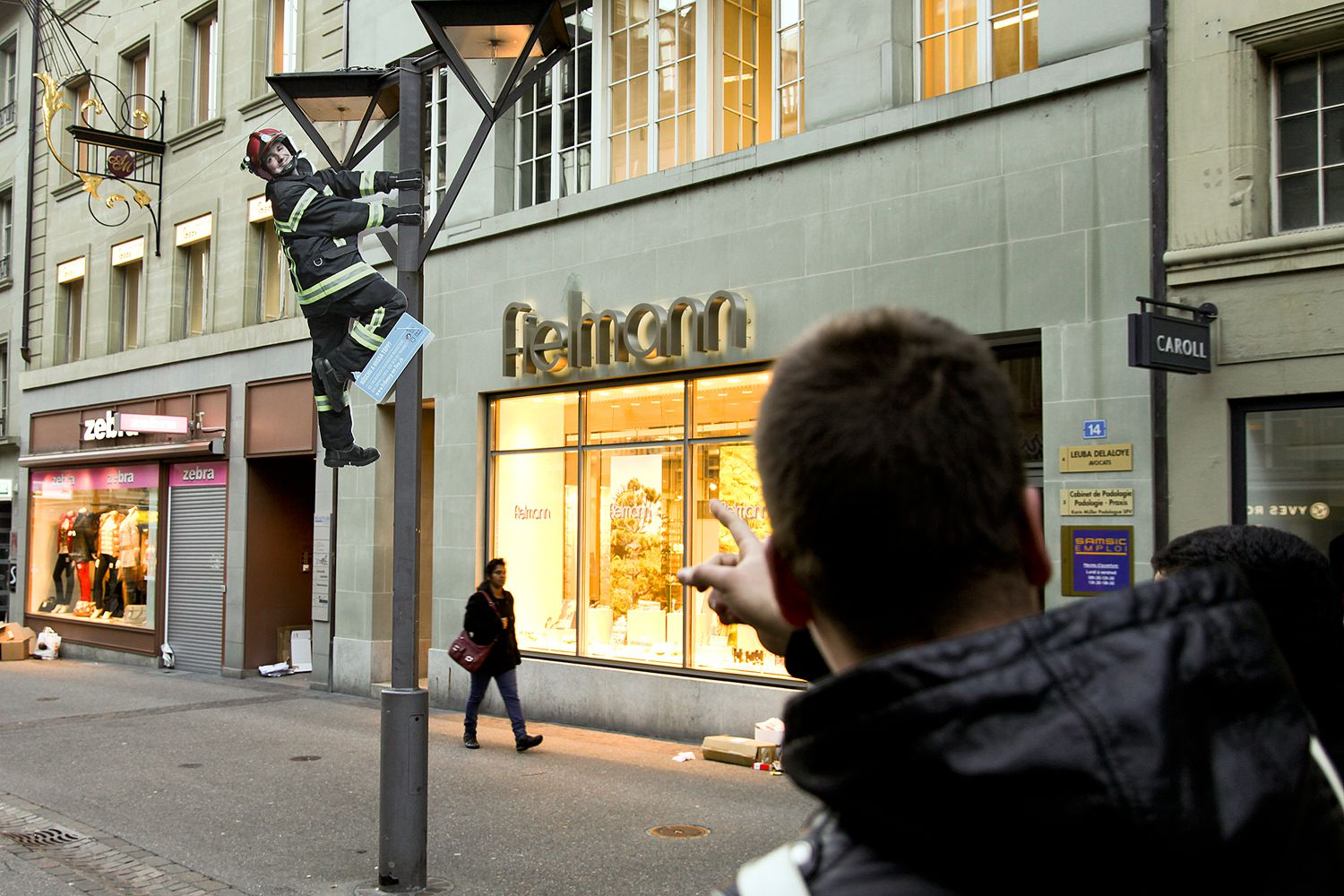
Campagne de recrutement en ville de Fribourg

A sa dissolution le 31 décembre 2022, 142 personnes composaient le CR Fribourg.
Malgré plusieurs campagnes de recrutement en 2013 et en 2017 l'effectif à régulièrement diminué durant les dernières années d'existence du bataillon.
| Année    | 2007 | 2008 | 2009 | 2010 | 2011 | 2012 | 2013 | 2014 | 2015 | 2016 | 2017 | 2018 | 2019 | 2021 |
| Effectif | 160  | 157  | 155  | 161  | 158  | 154  | 156  | 146  | 137  | 138  | 123  | 132  | 187  | 142  |

#### Interventions
Les interventions, alarmes automatiques (25%), chimie et hydrocarbure (24%), lutte contre le feu (20%), inondations et éléments naturels (20%), accidents de la circulation et feu de véhicules (7%) et autres déblocage d'ascenseur, sauvetages d'animaux, etc. (4%) représentait 514 interventions en 2022.
| Année         | 2006 | 2007 | 2008 | 2009 | 2010 | 2011 | 2012 | 2013 | 2014 | 2015 | 2016 | 2017 | 2018 | 2019 | 2020 | 2021 | 2022 |
| Interventions | 468  | 557  | 438  | 466  | 448  | 463  | 524  | 464  | 411  | 391  | 369  | 374  | 421  | 399  | 427  | 492  | 514  |

#### Véhicules
A sa disparition le bataillon (hors compagnie de Marly) disposait de 18 véhicules dont certains spécifiques aux missions du centre de renfort (CR).
Il disposait en particulier de 3 tonnes-pompes (TP), 2 échelle automobile, 1 véhicule de secours routier (SR), 2 véhicules de défense hydrocarbure et chimique (DHC et hydrocaroul), 2 véhicules de commandement (voiture et PC mobile), 5 fourgons (PR, transport, mesure, intervention) et 3 autres véhicules légers.
La plupart de ces véhicules ont été transmis au bataillon Sarine en 2023.

## Organisation
La lutte contre les incendies du canton de Fribourg s'organise autour de 5 bataillons de sapeurs-pompiers dont le territoire recoupe les 7 districts du canton. Chaque bataillon est placé sous la direction d'une association de communes existante ou crée pour l'occasion.
| Bataillon                                  | Cie | Effectif | Commandant      | Territoire                | Organe de direction |
| ------------------------------------------ | --- | -------- | --------------- | ------------------------- | --- |
| Bataillon Sarine                           | 8   | 741      | Pascal Zwahlen  | Sarine                    | Réseau Santé Sarine (RSS) |
| Bataillon Sud                              | 14  | 1100     | Laurent Surchat | Gruyère, Glâne et Veveyse | Association Secours Sud Fribourgeois (ASSF)                                                                                           |
| Bataillon des sapeurs-pompiers de la Broye | 2   | 400      | Patrick Michel  | Broye                     | Association des communes pour l'organisation et la gestion de la Défense Incendie et des Secours du district de la Broye (ADIS-Broye) |
| Feuerwehr See /Pompiers Lac                | 5   |          | Gottlieb Heid   | Lac                       | Association des Immeubles du service contre l’incendie et la protection contre les éléments naturels du Haut-Lac (AIHL)               |
| Feuerwehr Bataillon Sense                  | 4   |          | Reto Zahnd      | Singine                   | |

## Formation
Les membres des bataillons effectuent chaque année de nombreuses heure d'instruction interne et suivent des formations cantonales et fédérales afin de maintenir leurs connaissances à jour.

## Équipement

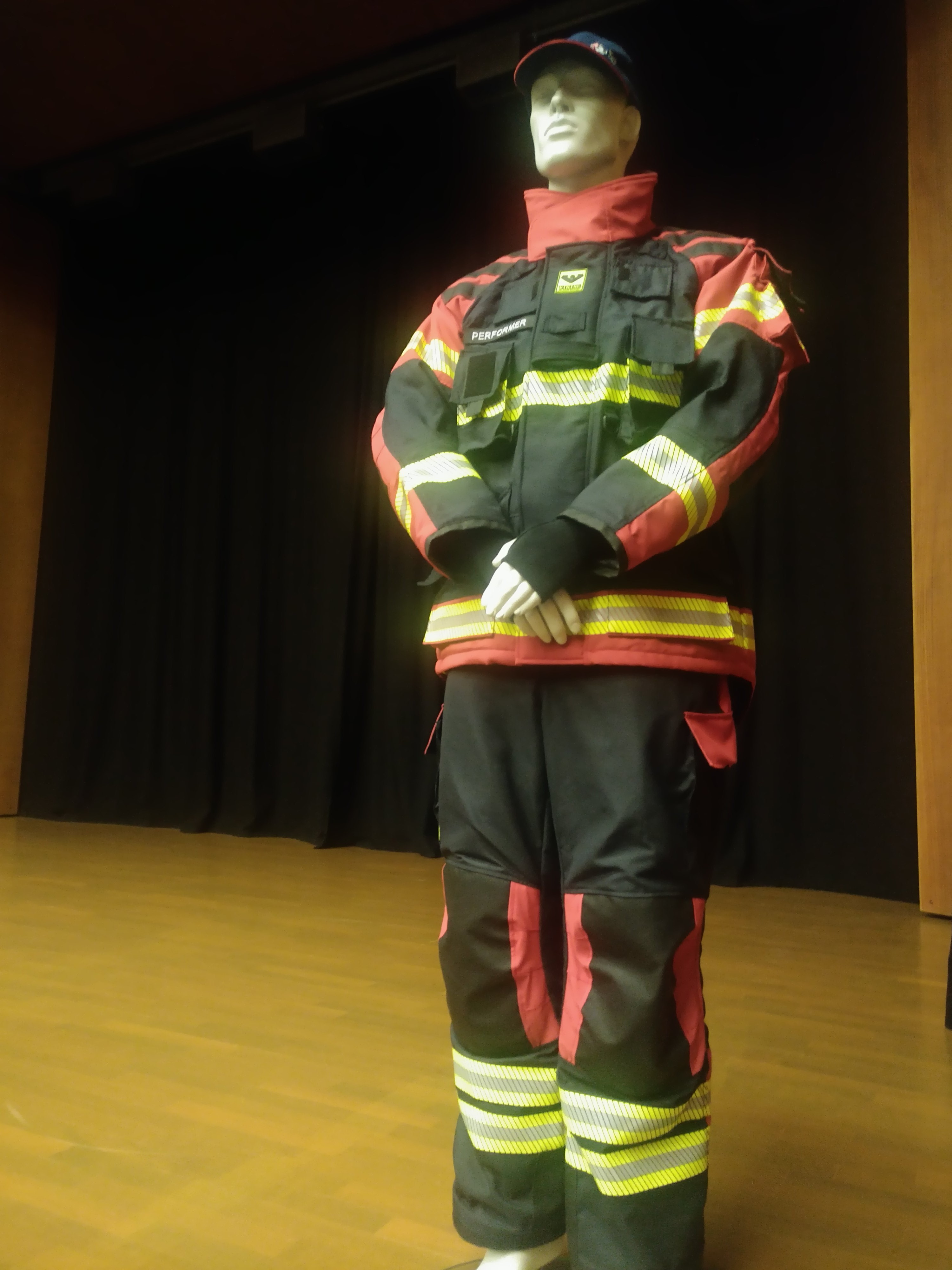
Nouvelle tenue feu cantonale en cours de distribution

Les bataillons de sapeurs-pompiers issus de la réforme 2021 sont équipés avec les dotations des anciens corps. Les renouvellements sont effectués au fur et à mesure de l'obsolescence des anciens matériels.

### Tenue feu
Les sapeurs-pompiers du canton portent une tenue feu standard, choisie par l'ECAB.

## Alarmes
Le CEA (centre d'engagement et d'alarme) de la police cantonale réceptionne les appels 118 et 112 et mobilise les sapeurs-pompiers.
Jusqu'au 1er janvier 2013, le canton de Fribourg utilisait des alarmes via SMT.
Depuis cette date, le canton de Fribourg utilise le système eAlarm Emergency de Swisscom. Les pompiers reçoivent les alarmes sur leur téléphone portable ou, pour les groupes de piquet, sur un dispositif personnel de réception des alarmes (pager).

## Bataillon Sarine

### Organisation
Le bataillon Sarine est placé sous l’autorité de la Direction secours de l'association de commune réseau santé de la Sarine. Il dispose donc d'une administration centralisée subsidiairement à celle de chaque compagnie.
L'état-major du bataillon est composé d'un commandant de bataillon, de son remplaçant, de 8 commandants de compagnies et des responsables formation, matériel et administration. Depuis 2022, le major Pascal Zwahlen dirige le bataillon.
L'effectif au 1er janvier 2024 était de 457 sapeurs.

### Logo et devises
Le bataillon Sarine inaugure son nouveau logo lors de la cérémonie d'investiture du commandant de la compagnie Fribourg. Chaque compagnie utilise se même logo avec l'ajout du texte "Compagnie...".
Le bataillon reprend la devise des pompiers suisses : « sécuriser, sauver, tenir, protéger, maîtriser »

### Territoire
Le bataillon intervient pour toutes les interventions sapeurs-pompiers sur le territoire des communes du district de la Sarine.
Le territoire couvert est de 217,65 km2 avec une population totale de 106 000 personnes.

### Interventions
Le nombre totales d'intervention du bataillon était de 589 en 2024.

### Compagnies
Le bataillon Sarine est composé des 8 compagnies suivantes : 
| Compagnie     | ID  | Commandant              | Territoire                                     | Casernes                       |
| ------------- | --- | ----------------------- | ---------------------------------------------- | ------------------------------ |
| Fribourg      | 110 | Olivier Papaux          | Fribourg, Givisiez et Granges-Paccot           | Fribourg                       |
| Marly         | 111 | Vincent Droux           | Marly, Pierrafortscha et Villarsel-sur-Marly   | Marly                          |
| Moncor        | 112 | Yves Sugler             | Corminboeuf et Villars-sur-Glâne               | Villars-sur-Glâne              |
| Haute Sarine  | 113 | Christophe Rapin        | Bois d'Amont, Ferpicloz, Le Mouret et Treyvaux | Le Mouret, Ependes et Treyvaux |
| Gibloux       | 114 | Samuel Currat           | Hauterive et Gibloux                           | Gibloux et Hauterive           |
| Sarine ouest  | 115 | Céline Clerc-Vonlanthen | Autigny, Chénens, Cottens et La Brillaz        | Chénens                        |
| Sarine centre | 116 | Olivier Chenaux         | Avry, Matran, Neyruz et Prez                   | Avry et Prez                   |
| Sarine nord   | 117 | Xavier Collaud          | Belfaux, Grolley, La Sonnaz, et Ponthaux       | Belfaux et Grolley             |

### Véhicules et engins
Le bataillon Sarine dispose de 54 véhicules réparties dans ses 8 compagnies.

### Locaux

#### Compagnie Fribourg
Le bâtiment du service du feu de la ville est désormais le bâtiment de la compagnie Fribourg du Bataillon Sarine. Il est situé à l'angle de la route de l'Aurore et de l'avenue de Granges-Paccot à Fribourg.
Inauguré en 1981 après 17 mois de travaux, le bâtiment a été imaginé et développé par l’architecte Roger Schwab. En 2017 une extension est inaugurée pour accueillir plusieurs véhicules et du matériel, remédiant ainsi au manque de place et permettant d'avoir tous les véhicules prêt au départ et permettant d'agrandir les vestiaires du bâtiment principal.
Le bâtiment principal comprend le garage principal pour les véhicules lourds (portes 1 à 5), les vestiaires, une station de lavage, des locaux d'exploitation, une centrale radio, une piste d'entrainement, des salles d'instruction, une cafétéria et des bureaux. Ce bâtiment comprend également les bureaux du personnel d'exploitation, du commandant et de l'inspectorat du feu.
Le local du feu de Givisiez est transformé en dépôt principal pour le bataillon lors de la reprise des missions du service du feu de Givisiez par le bataillon des sapeurs-pompiers de la ville de Fribourg en 2018.

## Bataillon Sud

### Organisation
Le bataillon Sud est placé sous l’autorité de l'association des 52 communes de la Gruyère, de la Glâne et de la Veveyse "Secours Sud Fribourgeois". Il dispose donc d'une administration centralisée subsidiairement à celle de chaque compagnie.
Le bataillon dispose d'un état major composé du commandant du bataillon (Laurent Surchat), son remplaçant (Claude Jaquet), les commandants des compagnies et des responsables formation (Riadh Hadl-Azzame), matériel (Antonio Molena) et prévention (Philippe Mauron)
L'effectif au 1er janvier 2023 est de 1100 sapeurs, sous-officiers et officiers.

### Logo et devises

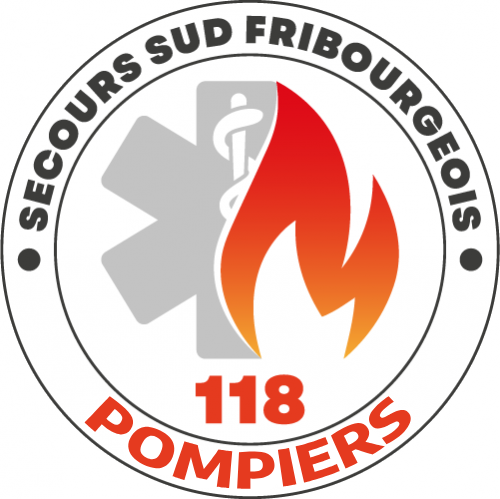
Logo du bataillon sud et ses compagnies

Le logo du bataillon Sud est déclinable pour chacune de ses compagnie qui remplace le "POMPIERS" par le nom de la compagnie en noir.
Pour le service d'ambulance, sous la même direction, le logo présente l'étoile de vie en bleu et la flamme en gris accompagné du numéro 144.

### Territoire
Le bataillon intervient pour toutes les interventions sapeurs-pompiers sur le territoire des communes des districts de  la Gruyère, de la Glâne et de la Veveyse.
Le territoire couvert est de 792,33 km2 avec une population totale de 106 500 personnes.

### Compagnies
Le bataillon Sud est composé des 14 compagnies suivantes :
| Compagnie   | ID  | Commandant           | Territoire                                                                                       | Casernes        |
| ----------- | --- | -------------------- | ------------------------------------------------------------------------------------------------ | --------------- |
| Bulle       | 550 | Claude Jaquet        | Bulle, Morlon, Riaz, Le Paquier                                                                  | Bulle           |
| Vaulruz     | 551 | Michel Crausaz       | Vaulruz, Sâle, Vuisternens-devant-Romont*                                                        | Vaulruz         |
| Marsens     | 552 | Alain Brinkmann      | Marsens, Echarlens, Sorens, Pont-en-Ogoz                                                         | Marsens         |
| La Roche    | 553 | Marc Egger           | La Roche, Hauteville, Pont-la-Ville, Corbières*                                                  | La Roche        |
| Broc        | 554 | Cédric Dématraz      | Broc, Gruyères, Botterens, Corbières*                                                            | Broc            |
| Charmey     | 555 | Sébastien Rumo       | Val-de-Charmey, Crésuz, Châtel-sur-Montsalvens                                                   | Charmey         |
| Jaun        | 556 | Simon Buchs          | Belgarde                                                                                         | Im Fang         |
| Intyamon    | 557 | Baptiste Beaud       | Grandvillard, Haut-Intyamon, Bas-Intyamon                                                        | Grandvillard    |
| Châtel      | 560 | Philippe Rayroud     | Châtel-St-Denis, Remaufens                                                                       | Châtel-St-Denis |
| Granges     | 561 | Ludovic Gabriel      | Granges, Bossonens, Attalens                                                                     | Granges         |
| Grattavache | 562 | Morgan Grandjean     | La Verrerie, Semsale, Saint-Martin                                                               | Grattavache     |
| Rue         | 563 | Eric Dénervaud       | Rue, Ursy, Ecublens, Montet, Auberanges, Chapelle                                                | Rue             |
| Romont      | 565 | Phillipe Mauron      | Romont, Siviriez, Vuisternens-devant-Romont*, Billen-Hennens, Mézières, Grangettes, Le Châtelard | Romont          |
| Orsonnens   | 567 | Jean-François Richoz | Villorsonnens, Massonens, Villaz, Châtonnay, Torny                                               | Orsonnens       |